# Northbridge (Massachusetts)
Northbridge è un comune degli Stati Uniti d'America facente parte della contea di Worcester nello stato del Massachusetts.